# Katedra greckoprawosławna Narodzenia Matki Bożej w Londynie
Katedra greckoprawosławna Narodzenia Matki Bożej (ang. The Greek Orthodox Cathedral Church of the Nativity of the Mother of God) – katedra greckoprawosławna należąca do arcybiskupstwa Tiatyry i Wielkiej Brytanii Patriarchatu Konstantynopolitańskiego. Znajduje się przy ulicy Camberwell New Road, niedaleko ulicy Camberwell Green, w londyńskiej dzielnicy Camberwell, w gminie London Borough of Southwark.
W 1977 świątynia została mianowana katedrą pod wezwaniem Narodzenia Matki Bożej i została zbudowana w 1873 jako kościół Katolickiego Kościoła Apostolskiego i zaprojektowana przez J. i J. Belcherów. Jest bezwieżowa, niska i w bardzo małej skali, z surowym wyglądem zewnętrznym, z czerwonej cegły; jest najskromniejszą z katedr greckoprawosławnych. Jej prezbiterium jest apsydalne z bocznymi kaplicami i większą zewnętrzną południową kaplicą. Świątynia posiada transepty i nawę główną z dobudowanymi nawami bocznymi. Bliźniacze trójprzęsłowe kruchty podobne do krużganków biegną do przodu z fasady zachodniej w kierunku ulicy. Interesującą osobliwością jest to, że w następstwie zniszczeń wojennych, większość nawy głównej pozostała bez dachu, traktowana jako ogród z nienaruszonymi nawami bocznymi, otwartymi na niego jak krużganki.